# شیخ احمد قمی

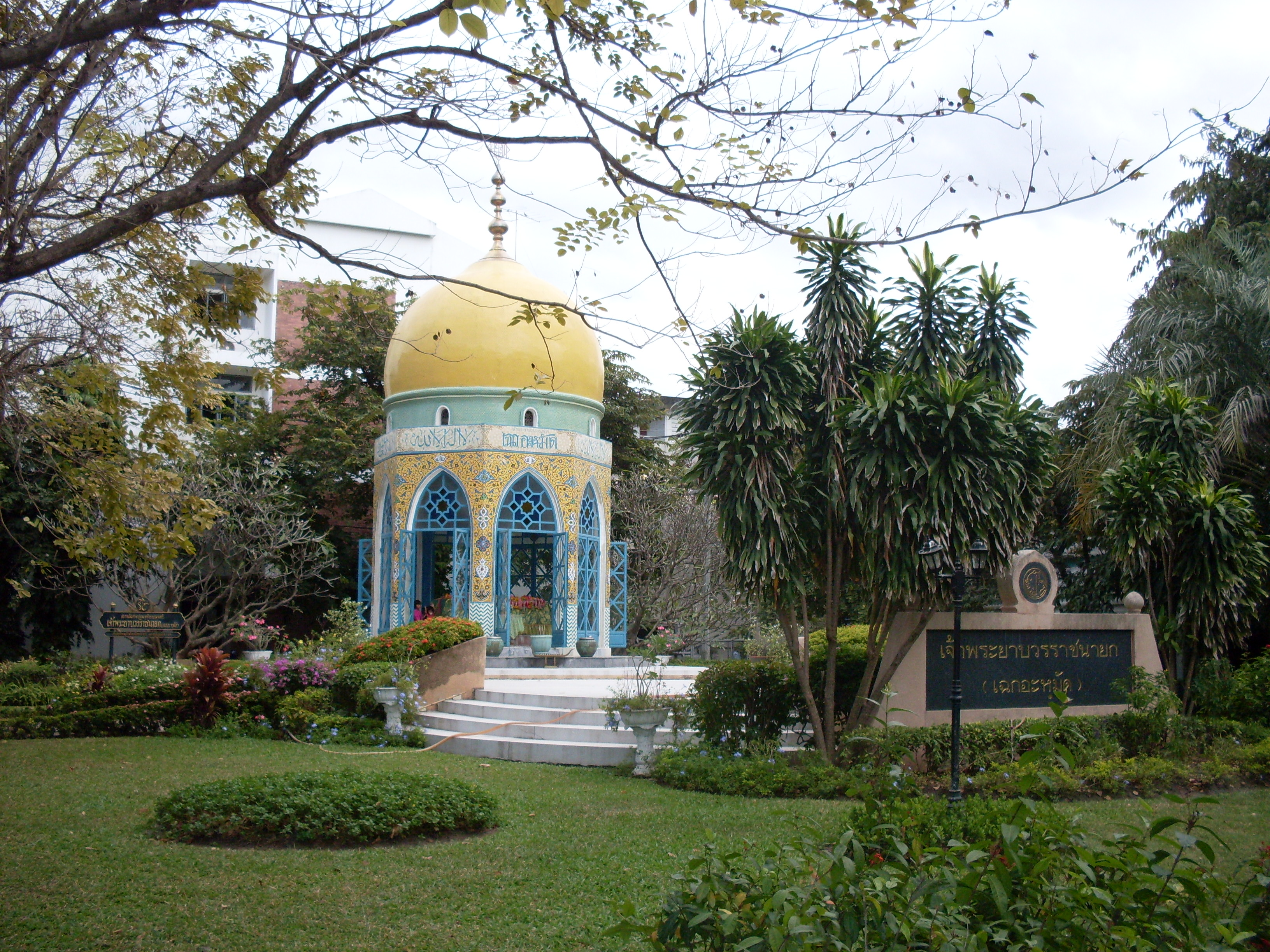
مزار نمادین شیخ احمد قمی در آیوتایای تایلند

شیخ احمد قمی (حدود ۱۵۴۳ – ۱۶۳۱ میلادی) تاجر و عالِم ایرانی‌الاصل بود که در اوایل قرن هفدهم در پادشاهی سیامی آیوتایا ساکن شد. او به شخصیتی قدرتمند در دربار سیام و صاحبِ نام و عنوان چائوفرایا بوورن راجنایوک تبدیل شد. وی جدّ بزرگِ خاندانِ قدرتمند بوناگ است.

## زندگی
احمد در سال ۱۵۴۳ میلادی (۹۲۲ شمسی، مصادف با پادشاهی شاه شاه تهماسب) به دنیا آمد. معمولاً در اسناد و منابع او را اهل شهر قم دانسته‌اند. با این حال، این موضوع از سوی یکی از نوادگانش به نام تج بوناگ، که وزیر امور خارجه تایلند بود مورد مناقشه قرار گرفت. او ادعا کرد جدش از شهری به نام «گونی» در منطقه مازندران/استرآباد در جنوب دریای خزر آمده‌است. شیخ احمد برادری به نام «محمد سعید» نیز داشت که بعدتر با مهاجرت به سیام همراهِ او شد. آنها ممکن است در اوایل سال ۱۵۹۵ میلادی (۹۷۴ هجری شمسی مصادف با پادشاهی شاه عباس بزرگ) یا احتمالاً در نخستین سال‌های قرن هفدهم به سیام رسیده باشند. او یک دستگاهِ تجارتی در منطقهٔ بندریِ «قایی» (Ghayee) تأسیس کرد و همسری تایلندی اختیار کرده و به تدریج بسیار ثروتمند و مرفه شد.
شیخ احمد قمی در حدود سال‌های ۱۶۲۰ (میلادی)، در دوران پادشاه «سوگ تام»، به دلیل اینکه در امور بازرگانی شخصیت ممتازی بود، به دربار فراخوانده شد و در آنجا فعالیت می‌کرد. وی از آن به بعد نیز منصب‌های مختلف دربار را در اختیار خود داشت و مورد اعتماد پادشاه تایلند بود. در جریان خیانت ژاپنی‌ها که می‌خواستند سلطنت را سرنگون کنند، وی از پادشاه حمایت کرد و با مخالفان حکومت به مبارزه پرداخت و سرانجام با همکاری نیروی وفادار به پادشاه، این خیانت را خنثی کرد. وی بعد از این جریان، به منصب‌های عالی دربار رسید و حتی مقام «جاوپایاباوان راش نایوک» که تقریباً معادل با وزیر اعظم است، رسید.
در زمان سلطنت سونگتام، احمد به مناصب عالی در دولت سلطنتی منصوب شد. او به منصب Chao Kromma Tha Khwa (به معنای تحت‌اللفظی «ارباب ستونِ سمت راست» و احتمالاً معادلِ «دستِ راستِ پادشاه» در زبان فارسی) منصوب شد، که به او اقتدار و صلاحیتِ‌ادارهٔ تجارت و حل و فصل اختلافات مربوط به خارجی‌ها (به جز چینی‌ها) را داد و از سوی پادشاه برای نخستین بار منصب «چولا راجمونتری» (شیخ‌الاسلامِ) جمعیتِ مسلمان سیام تأسیس شده و به او اختصاص یافت. بعدتر در دوران سلطنت سونگتام، احمد به منصب «ساموهاانایوک» (یکی از دو صدراعظم پادشاه) با درجه چائو فرایا منصوب شد. پسرش «چون» و نوهٔ او «سامبون» بعدها به همین سمت منصوب شدند.
«دیوید تامپسون» متخصص غذاهای تایلندی و «سانتی ساوت‌ویمون» روزنامه‌نگار و محقق تایلندی هر دو معتقدند که خاستگاه کاری ماتسامان، ناحیه تایلند مرکزی در قرن هفدهم و در دربار «آیوتایا» است و به بازرگان مشهور ایرانی شیخ احمد قمی بازمی‌گردد. شیخ احمد قمی بنیانگذار و جدِ «خاندان اشرافی بوناگ» در تایلند است.

### ازدواج
شیخ احمد قمی با زنی تایلندی ازدواج کرد که ثمره این ازدواج، سه فرزند، دو پسر و یک دختر بود.
پادشاه تایلند زمین منطقه‌ای را به او بخشید تا او و افرادی که همراه وی بودند، در آنجا ساکن شوند. شیخ احمد قمی از طرف پادشاه، اولین منصب شیخ‌الاسلامی را به عهده گرفت و وظیفه رهبری، نگهداری و رسیدگی به امور تمام مسلمان‌ها بر عهده وی بود. این نکته‌ای قابل توجه‌است، زیرا اکثر مسلمان‌ها در آن زمان از اهل سنت بودند، ولی شیخ‌الاسلامی آنان را یک فرد شیعه بر عهده داشت.
بخشی از نوادگان احمد که مسلمان باقی ماندند تا اواخر سال ۱۹۴۵ میلادی عهده‌دار سمت «چولا راجمونتری» (شیخ‌الاسلامی) بودند، اما بخش دیگری از فرزندان او بعدها بودایی شدند.
یکی از نوادگان شیخ احمد، به نام «بوناگ»، با خواهر ملکه آماریندرا، همسر پادشاه رامای اول در دوران پادشاهی راتاناکوسین ازدواج کرد. نوادگان او که نام «بوناگ» را به عنوان نام خاندان‌شان انتخاب کردند، از قرن نوزدهم تا دوران مدرن، در دولت و نهادهای فرهنگی تایلند مناصب قدرتمندی را در اختیار داشتند. از جمله این نوادگان می‌توان به تیش بوناگ (پرایوراوونگسه)، نایب‌السلطنه پادشاه مونکوت، بوناگ (سومدت چائوفرایا سری سوریونگسه)، نایب‌السلطنه شاه چولالونگ کورن، خام بوناگ (چاپرایا تیفاکوراوونگ)، وزیر امور خارجه و وزیر خزانه‌داری مونگ، و ماروت بوناگ، رئیس مجلس نمایندگان از سال ۱۹۹۲ تا ۱۹۹۵ اشاره کرد.

## مقبره
احمد در دهه ۱۶۲۰ مسجد «تکیهٔ اوکین» را در آیوتایا تأسیس کرد. سفارت ایران در بانکوک کتابخانهٔ شیخ احمد قمی را نگهداری می‌کند و در سال ۲۰۰۵ میلادی کنفرانسی دربارهٔ شیخ احمد قمی ترتیب داد.
مقبره نمادین  شیخ احمد قمی هم‌اکنون در کالج تربیت معلم آیوتایا است و مورد احترام تایلندی‌ها قرار دارد. شخصیت‌های سیاسی یا دینی که از جمهوری اسلامی ایران به تایلند سفر می‌کنند، معمولاً به زیارت مزار نمادین او می‌روند.